# Sippi Belle of Junosuando
Sippi Belle of Junosuando är en svensk hjulångare som trafikerar Torneälven utanför Junosuando i norra Sverige. Båten var först tänkt att bli en bastu, men idén utvecklades och 1998 invigdes världens nordligaste hjulångare. Sippi Belle har godkänts av det amerikanska ångbåtssällskapet. Sippi Belle har två skovelhjul som sitter monterade på varsin sida om båten.